# Tour di Germania, Giappone e Filippine
Tour di Germania, Giappone e Filippine è il nome di una mini-tournée dei The Beatles, svoltasi nei tre paesi nel 1966, composta da soltanto 6 tappe. In questa occasione gli artisti di supporto furono Dave Allen e Kenny Lynch.
Il tour venne organizzato dalla Parlophone Records.

## Eventi
Il programma del tour consisteva nel formato tipico del 1960, con due spettacoli al giorno, e il set dei Beatles era della durata di circa 30 minuti. La scaletta della band includeva il loro nuovo singolo, Paperback Writer, ma nessuna canzone dal loro album recentemente completato, Revolver. Gli spettacoli erano spesso caratterizzati da un suono scadente e da un'amplificazione inadeguata.
Il tour ebbe una notevole risonanza mediatica, tanto che i concerti al Circus-Krone-Bau di Monaco e al Budokan di Tokyo vennero filmati e trasmessi su reti televisive locali.
Il tour segnò un cambiamento radicale nel fenomeno Beatlemania, poiché per la prima volta furono usate misure dure per trattenere le folle e la band divenne un simbolo della divisione sociale tra pensiero conservatore e liberale, con il gruppo che però abbracciò entrambe le politiche. Le prenotazioni al Budokan, un luogo riservato alle arti marziali, offesero molti tradizionalisti in Giappone, con conseguenti minacce di morte ai Beatles e una maggiore presenza della polizia durante il loro soggiorno.
Durante il periodo delle Filippine i Beatles suscitarono molte proteste da parte degli abitanti del luogo; in albergo vennero serviti con cibo di bassa qualità, così decisero di andarsene prima del tempo.
Per le strade di Manila furono più volte aggrediti, e nella fattispecie, George Harrison venne anche colpito da un bastone.
A complicare la situazione fu l'intervento dell'allora primo ministro Ferdinand e Imelda Marcos, che secondo le fonti dell'epoca aizzò la folla contro la band, probabilmente a causa del loro rifiuto di presentarsi ad una cerimonia ufficiale, giustificato dalla stanchezza.
In conseguenza di ciò il governo filippino costrinse inoltre i Beatles a donare gran parte dei guadagni in favore del Rizal Memorial Stadium.
L'11 agosto 1966, il gruppo intraprese il suo terzo tour negli Stati Uniti.

## Scaletta e attrezzature
Il set comprendeva undici canzoni e durava poco più di 30 minuti. A parte l'introduzione di Paperback Writer (al posto di We Can Work It Out), è rimasto relativamente invariato rispetto ai tour precedenti. Rock and Roll Music divenne la canzone di apertura, mentre il momento di Ringo Starr come cantante, Act Naturally, fu sostituito da I Wanna Be Your Man. I Beatles suonarono Yesterday – che in precedenza era stata una performance solista di Paul McCartney.
Gli strumenti principali dei Beatles erano le chitarre Epiphone Casino per John Lennon e George Harrison, il basso Höfner "violino" di McCartney e la batteria Ludwig di Starr. Dopo aver adottato la Epiphone come chitarra da palcoscenico per il 1966, a partire dal NME Poll-Winners Concert, Lennon continuò ad usarla per tutta la carriera dei Beatles. La band utilizzò nuovi amplificatori Vox da 100 watt durante il tour.

## Entourage
L'entourage dei Beatles era composto da Brian Epstein, l'addetto stampa Tony Barrow, i road manager Neil Aspinall, Mal Evans e Peter Brown, assistente di Epstein. Robert Whitaker, un fotografo che lavorava regolarmente con i Beatles durante questo periodo, documentò il loro tempo in Germania e Giappone. Inoltre, il musicista Vic Lewis fece da apertura alla band nei concerti delle Filippine.

## Sinossi

### Germania
I concerti in Germania furono i primi dei Beatles in quel paese dal dicembre 1962, quando suonarono uno spettacolo di Capodanno come loro ultimo impegno allo Star-Club di Amburgo. La ragione principale per cui non erano tornati negli ultimi quattro anni era la minaccia di una richiesta di paternità da parte di una ragazza di Amburgo.
L'arrivo in Germania fu sponsorizzato dalla rivista Bravo, e all'Hotel Bayerischer Hof, il gruppo tenne una breve conferenza stampa. I primi spettacoli furono tenuti al Circus-Krone-Bau di Monaco di Baviera da 3.500 posti alle 5.15 e alle 9 del 24 giugno. I Beatles indossavano abiti verde scuro abbinati con revers di seta, disegnati dalla nuova boutique di Chelsea Hung On You. Lo spettacolo delle 9:49 fu filmato dalla rete ZDF. Secondo il musicologo Walter Everett, il film concerto di Monaco mostra i Beatles generalmente suonare male in mezzo al rumore creato dai loro fan e tentando umoristicamente di ricordare il testo della canzone finale, I'm Down.
Il critico musicale Steve Turner scrive che il tour fu caratterizzato da esibizioni perlopiù di qualità media, mascherate da urla e che per la prima volta le folle isteriche furono sottoposte a trattamenti violenti e pestaggi da parte delle forze di polizia.
I Beatles viaggiavano tra le destinazioni in treno, sistemati in pullman di lusso che venivano normalmente utilizzati per le visite dei capi di stato internazionali, tra cui la regina Elisabetta II l'anno precedente. Dopo essere arrivati a Essen il 25 giugno, suonarono due spettacoli.
Le cronache dell'epoca riportano un largo uso di gas lacrimogeni e cani da guardia da parte della polizia, così che la band decise di fare ritorno ad Amburgo la notte stessa.
Il 26 giugno, la band suonò due spettacoli alla Ernst-Merck-Halle, un teatro da 5.600 posti e si riunì con vecchi amici come Astrid Kirchherr e con Bert Kaempfert, un arrangiatore e compositore tedesco che aveva lavorato brevemente come produttore dei Beatles. In questa specifica occasione John Lennon disse a Bert Kaempfert: "Non ascoltare la nostra musica. Siamo terribili in questi giorni". 
Il concerto successivo, che si sarebbe dovuto svolgere a St. Pauli, l'area di Amburgo dove i Beatles si esibivano nei primi anni 1960, fu cancellata per motivi di sicurezza.
Negli anni successivi i Beatles si lamentarono in varie occasioni del trattamento riservato loro ad Amburgo; I Beatles si erano anche stancati delle domande generalmente stupide poste loro durante le conferenze stampa con il solo McCartney che tentava di ironizzare sui giornalisti locali.
Il 27 giugno, i Beatles e il loro entourage volarono da Amburgo all'aeroporto di Heathrow, a Londra, dove si imbarcarono su un volo della Japan Airlines diretto a Tokyo.

### Giappone
Dopo aver fatto scalo in Alaska, la band arrivò a Tokyo intorno alle 3:30 del mattino. Nell'occasione specifica, i Beatles servirono come ambasciatori culturali in Giappone, dove le autorità avevano visto la band in una luce sfavorevole fino alla loro nomina a MBE nel 1965. La visita era stata oggetto di dibattito nazionale e coincise con un'epoca in cui il Giappone cercava di ristabilire la sua identità culturale, dopo la sconfitta del paese nella seconda guerra mondiale. Mentre gli elementi più progressisti della popolazione accoglievano con favore lo spirito di cambiamento e l'ottimismo giovanile che i Beatles rappresentavano, i tradizionalisti si opponevano all'influenza della band. Per soddisfare il requisito di Epstein di $100.000 (equivalenti a $800.000 nel 2021) per ogni esibizione, fu scelta la sala Budokan da 10.000 posti; I biglietti avevano un prezzo doppio rispetto a qualsiasi altro precedente artista dell'epoca.
L'annuncio che i concerti si sarebbero svolti al Budokan, un luogo riservato alle arti marziali nonché un santuario per i caduti di guerra del Giappone, suscitò l'ira dei nazionalisti del paese, che tentarono di bloccare l'evento. Questo fatto, insieme ad una scritta su un muro contenente una minaccia di morte che i Beatles avevano trovato mentre erano ad Amburgo, fecero allarmare il management, che si rivolse alla polizia locale per ottenere una maggiore protezione. In quell'occasione, circa 35.000 poliziotti e vigili del fuoco furono mobilitati per proteggere i Beatles.
Per tutta la durata del loro soggiorno in Giappone, i membri della band furono confinati nella suite, a parte una singola conferenza stampa e le esibizioni del concerto. Durante la conferenza stampa, tenutasi nel pomeriggio del 30 giugno, Lennon parlò pubblicamente contro la Guerra del Vietnam a nome dei Beatles. Questa fu la prima volta che la band parlò contro la guerra in una delle loro conferenze stampa.
La visita di gruppo programmata a Kamakura il 30 giugno fu annullata dopo che i Beatles ebbero appreso che la polizia non poteva garantire la loro sicurezza. Accompagnati da uno dei loro road manager, Lennon e McCartney riuscirono ad avventurarsi fuori ad un certo punto, solo per essere scortati di nuovo all'hotel una volta scoperti. 
Starr ricorda che ogni volta che i Beatles dovevano partire per un ingaggio, il processo veniva gestito con precisione in stile militare dai loro ospiti giapponesi. Per alleggerire l'atmosfera, la band ha iniziato a ritardare la loro uscita dalla suite dell'hotel, mettendo in difficoltà il personale di sicurezza attento al tempo. Il primo concerto svoltosi in Giappone venne trasmesso in diretta da Nippon TV.
Mentre gli studenti ultranazionalisti manifestavano in città e fuori dalla sede, la presenza della polizia era particolarmente pesante dentro e intorno al palco. Secondo Tony Barrow, la polizia temeva che questi studenti di destra potessero aver piazzato cecchini tra il pubblico. Il palcoscenico stesso era impostato su un podio alto 3 metri; tutti i posti a sedere al piano terra erano stati liberati, il che significa che il pubblico era limitato al primo e al secondo livello della sala. Gli spettatori furono avvertiti che chiunque si alzasse in piedi o applaudisse, rischiava di essere arrestato. I Beatles sentivano che gli ufficiali in uniforme sottomettevano la folla, anche se la natura più riservata dei fan giapponesi aiutò la band a mantenere una certa tranquillità. Dopo una settimana trascorsa a Londra, la band partì nuovamente, con destinazione Filippine.

### Filippine
I concerti dei Beatles a Manila erano stati anticipati dalla popolazione locale ad un livello che Gould paragona al tour della band del 1964 in Australia, quando l'intero paese sembrava vedere la visita come un evento nazionale. L'impegno del gruppo ad esibirsi nelle Filippine rafforzava l'immagine filo-occidentale del paese. Per motivi di sicurezza, la band venne trasportata in un veicolo con uomini armati che indossavano abiti civili; in un'intervista negli anni ottanta, George Harrison dichiarò che avendo lasciato il loro bagaglio a mano in albergo, la band sarebbe stata arrestata una volta che le loro forniture di marijuana sarebbero state scoperte dalle autorità.
In ogni caso, il bagaglio non venne scoperto, e non vi fu difficoltà a prendere il mezzo che li avrebbe condotti nell'hotel dove avrebbero alloggiato. il giorno successivo incontrarono alcuni ambasciatori filippini e di altre nazioni.
Il 2 luglio furono invitati ad un importante evento, organizzato da Imelda Marcos, ma la band, inaspettatamente decise di non presentarsi.
Il gruppo apprese dell'offesa che Imelda Marcos aveva preso come loro mancata apparizione mentre guardavano la televisione in hotel prima di partire per il primo concerto. La sera successiva la televisione di stato filippina trasmise bambini che piangevano di delusione e la First Lady che diceva che i musicisti in visita l'avevano delusa.
I Beatles suonarono il primo dei loro due concerti allo stadio di calcio Rizal, davanti a una folla di 140.000 persone. La band si esibì su un piccolo palco dietro una recinzione metallica. Al secondo spettacolo parteciparono 145.000 persone, e fu il più grande pubblico a vedere i Beatles in un singolo concerto.
Nei giorni successivi la band ricevette varie minacce di morte, a causa del mancato incontro con i capi di stato, unito a un precedente diverbio avvenuto tra Epstein e Ferdiand Marcos e il loro brutto accoglimento li motiverà a interrompere del tutto i tour.
Dopo la conclusione del tour, i Beatles si fermarono temporaneamente a New Delhi in India, per comprare alcuni strumenti locali come il sitar, furono presto assaliti da molti fan e giornalisti e dovettero fare diverse conferenze stampa, decisero anche di organizzare piccoli concerti nei villaggi vicini. Questa esperienza influenzerà il loro futuro soggiorno in India.
Tornati a Londra, discussero con Epstein dell'intenzione di non organizzare più tournée dopo quella americana in programma; lo stesso Epstein si ammalerà progressivamente per poi morire nel 1967.

## Scaletta
Ecco il programma-tipo interpretato in questa tournée. 
1. Rock and Roll Music (Chuck Berry)
2. She's a Woman
3. If I Needed Someone
4. Day Tripper
5. I Feel Fine
6. Yesterday
7. I Wanna Be Your Man

## Programma ed elenco dei concerti
| N° | Data           | Città                       | Luogo                  | Spettatori |
| -- | -------------- | --------------------------- | ---------------------- | ---------- |
| 1  | 24 giugno 1966 | Monaco di Baviera, Germania | Cow Palace             | 17 130     |
| 2  | 25 giugno 1966 | Essen, Germania             | Grugahalle             | 16 000     |
| 3  | 26 giugno 1966 | Amburgo, Germania           | Big Arena              | 14 720     |
| 4  | 1 luglio 1966  | Tokyo, Giappone             | Hypertrax Arena        | 20 261     |
| 5  | 2 luglio 1966  | Tokio, Giappone             | Nippon Budokan         | 18 700     |
| 6  | 4 luglio 1966  | Manila, Filippine           | Rizal Memorial Stadium | 18 700     |